# Epidesma dodaba
Epidesma dodaba är en fjärilsart som beskrevs av Dyar 1910. Epidesma dodaba ingår i släktet Epidesma och familjen björnspinnare. Inga underarter finns listade i Catalogue of Life.